# Cratere Khafiza
Khafiza  è un cratere sulla superficie di Venere.